# Nikolaas Tinbergen
Nikolaas Tinbergen (L'Aia, 15 aprile 1907 – Oxford, 21 dicembre 1988) è stato un biologo, etologo e ornitologo olandese.
Nel 1973 ha vinto il Premio Nobel per la Fisiologia e la Medicina condividendolo con i suoi colleghi Karl von Frisch e Konrad Lorenz. Il premio si riferiva alle loro scoperte sull'organizzazione e la deduzione di pattern comportamentali individuali e sociali degli animali. Negli anni sessanta ha collaborato con il produttore cinematografico Hugh Falkus nella realizzazione di una serie di film sulla natura, tra i quali The Riddle of the Rook (1972) e Signals for Survival (1969). Ha pubblicato inoltre numerosi saggi e articoli scientifici su riviste internazionali.

## Vita

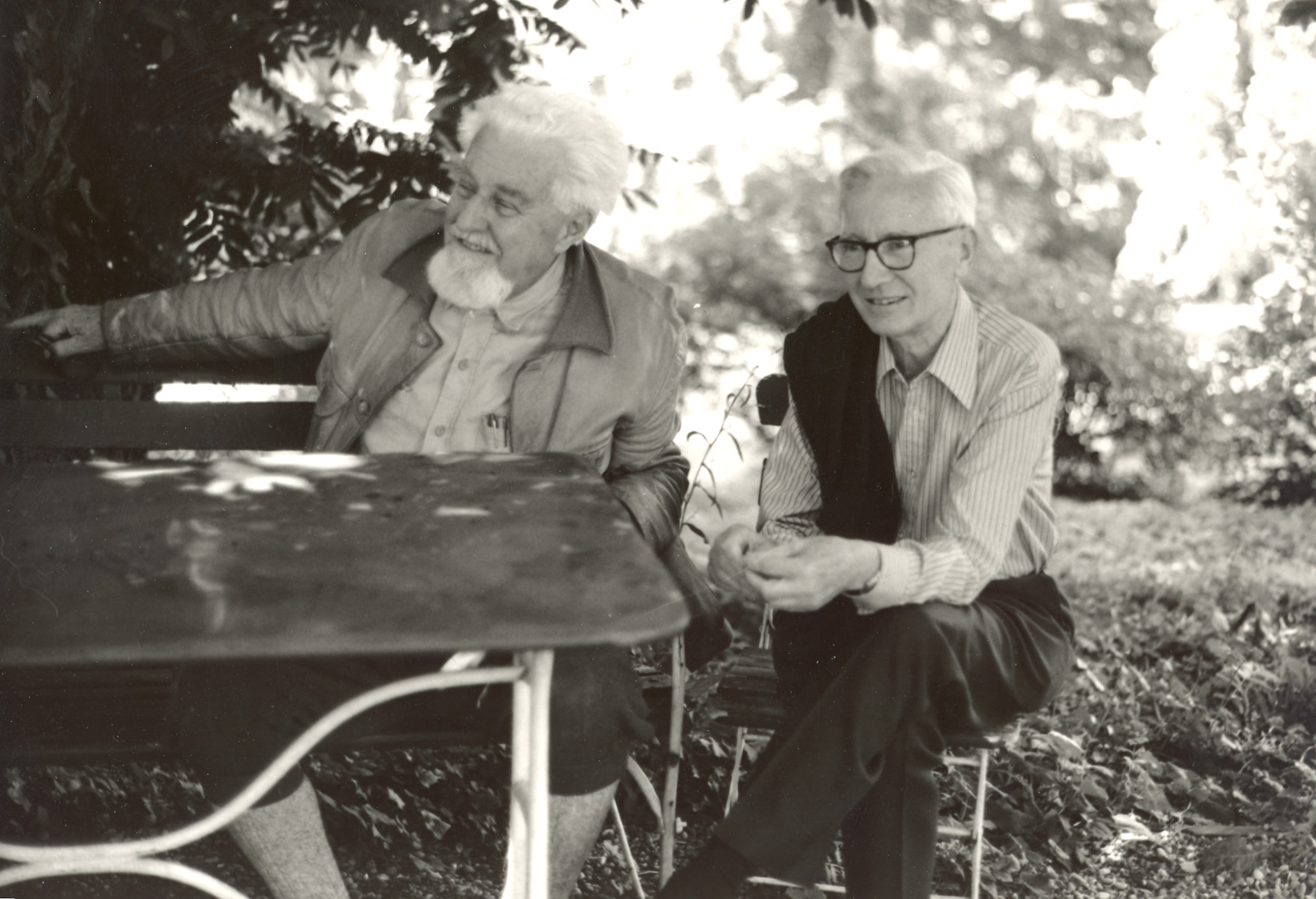
Tinbergen, a destra insieme al suo "maestro" Konrad Lorenz

Tinbergen, terzo di cinque fratelli (uno dei quali, Jan, vinse poi nel 1969 il Nobel per l'Economia), mostrò già da piccolo un grande interesse per la natura. Durante i suoi studi di Biologia all'Università di Leida, conobbe il biologo Jan Verwey che fece nascere in lui l'interesse per il comportamento animale. Nel 1925 conobbe Johannes Thienemann, che aveva iniziato l'inanellamento degli uccelli presso l'Osservatorio ornitologico di Rossitten, iniziando a fotografare uccelli selvatici. Con Thienemann fu spesso in discordia e i rapporti si chiusero poco tempo dopo. Dopo le nozze con Elisabeth Rutten, continuò gli studi, principalmente su uccelli, pesci e insetti. Nel 1936 conobbe a Leida il collega Konrad Lorenz e ne divenne un allievo. Nel 1938 soggiornò per quattro mesi a New York.
Durante la Seconda guerra mondiale fu trattenuto per due anni in un campo prigionieri tedesco. Dopo il conflitto si recò una seconda volta negli Stati Uniti e a Oxford, in Inghilterra, dove decise di trasferirsi. Lì condusse ulteriori ricerche, con le quali introdusse e definì i concetti di "stimolo percepito", "stimolo efficiente" e "meccanismo scatenante innato" e fondò il periodico Behaviour. Collaborò inoltre alla formazione del Serengeti Research Institute. Si è occupato poi del tema dell'autismo infantile.

## Opere principali
- Lo studio dell'istinto (The Study of Instinct, 1951)
- Il mondo del gabbiano reale (The Herring Gull's World, 1953)
- Il comportamento sociale degli animali (Social Behaviour in Animals, 1953)
- Il comportamento animale (Animal Behaviour, 1965)

## Premi e riconoscimenti
- 1962. Membro della Royal Society.
- 1964. Membro esterno della Koninklijke Nederlandse Akademie van Wetenschappen.
- 1973. Doctor of Science all'Università di Edimburgo.
- 1973. Medaglia Jan Swammerdam del Genootschap voor Natuur-, Genees-, en Heelkunde di Amsterdam.
- 1973. Premio Nobel per la medicina, insieme con Konrad Lorenz e Karl von Frisch, "per le loro scoperte riguardanti l'organizzazione e la deduzione dei modelli comportamentali individuali e sociali".